# Kolonia
Kolonia är en kuststad och före detta huvudstad i Mikronesiens federerade stater. Staden ligger på den norra sidan av ön Pohnpei. Enligt folkräkningen 2010 har staden 6 068 invånare. Orten är den klart största på ön och också det kommersiella centrumet. 